# Jamsil (Metro de Seúl)
Jamsil es una estación de la Línea 2 y Línea 8 del Metro de Seúl.
- Datos: Q75330
- Multimedia: Jamsil Station / Q75330